# Liste der Einträge im National Register of Historic Places im Hickman County (Kentucky)

Lage des Hickman County in Kentucky

Die Liste der Einträge im National Register of Historic Places im Hickman County in Kentucky führt die Bauwerke und historischen Stätten im Hickman County auf, die in das National Register of Historic Places aufgenommen wurden.
| [ 2 ] | Name                                  | Bild                                  | Eintragsdatum        | Lage                                                             | Ort      | Beschreibung |
| ----- | ------------------------------------- | ------------------------------------- | -------------------- | ---------------------------------------------------------------- | -------- | ------------ |
| 1     | Burcham Site (15HI15)                 |                                       | 1990 ID-Nr. 90000479 | Adresse nicht veröffentlicht                                     | Clinton  |              |
| 2     | Columbus-Belmont Civil War State Park | Columbus-Belmont Civil War State Park | 1973 ID-Nr. 73000806 | Am U.S. Highway 80 36° 45′ 56″ N, 89° 6′ 25″ W                   | Columbus |              |
| 3     | Hickman County Courthouse             | Hickman County Courthouse             | 1975 ID-Nr. 75000767 | Court Square 36° 40′ 0″ N, 88° 59′ 38″ W                         | Clinton  |              |
| 4     | Marvin College Boys Dormitory         | Marvin College Boys Dormitory         | 1976 ID-Nr. 76000897 | 404 und 416 North Washington Street 36° 40′ 18″ N, 88° 56′ 35″ W | Clinton  |              |